# Русалка (баллада)
«Русалка» («Морская дева», англ. The Mermaid; Child 289, Roud 124) — народная баллада, распространённая как в Шотландии, так и в Англии. Впервые была опубликована под заголовком Страдание моряков (англ. The Seamen’s Distress) в изданном предположительно в Ньюкасле в 1765 году сборнике The Glasgow Lasses Garland. Фрэнсис Джеймс Чайлд в своём собрании приводит шесть её вариантов.

## Сюжет
Моряки видят морскую деву, сидящую на камне с гребнем и зеркальцем в руках. Вскоре после этого их корабль получает пробоину и начинает тонуть. Моряки один за другим вспоминают о своих жёнах и матерях, которые не дождутся их возвращения. Корабль идёт ко дну, а вместе с ним и все, кто был на нём.
Чайлд посчитал, что данная баллада является более поздней версией шотландской баллады «Сэр Патрик Спенс» (англ. Sir Patrick Spens, Child 58), но не привёл для этого достаточных оснований. Сюжет о морской деве, встреча с которой приводит к гибели в море, достаточно распространён в мировом фольклоре.
В одной из более поздних версий баллада, под новым названием The Royal George, была адаптирована для повествования о знаменитой гибели 100-пушечного линейного корабля первого класса Ройял Джордж, опрокинувшегося и затонувшего на рейде Спитхеда 28 августа 1782 года, когда погибло около 900 человек.

## Русский перевод
Весьма вольный пятистрофный перевод баллады был выполнен Самуилом Яковлевичем Маршаком и впервые опубликован в журнале «Огонёк» (№ 31 за 1917 год). Позже он был сильно переработан и с подзаголовком «Английская морская песня» напечатан в 1941 году. В 1944 году увидел свет дополненный перевод из 7 строф.